# Bristol (Verenigd Koninkrijk)
Bristol, officieel: Bristol, City of,  is een unitary authority met de officiële titel van city, en een district in het zuidwesten van Engeland met 463.405 inwoners (2018). Bristol is tegelijk een ceremonieel graafschap. Deze situatie is uniek in Engeland; geen enkele andere stad (Londen, dat een bijzondere status heeft, daargelaten) vormt zelf een graafschap, maar is er altijd onderdeel van, ook al is het een unitary authority.
De stad ligt aan de monding van rivier de Lower Avon en is een belangrijke internationale havenstad. Daarnaast is de stad bekend als centrum van vliegtuigindustrie, met de Bristol Aeroplane Company, een toeleverancier van de Concorde. Cameron Balloons in Bedminster beweren dat ze de grootste fabrikant van heteluchtballonnen in de wereld zijn. Ook is Bristol een centrum voor wijnexport en de productie van glas.
De stad beschikt over een oud centrum en een beroemde universiteit. De Clifton Suspension Bridge werd in 1830 ontworpen door de beroemde ingenieur Brunel. In Bristol is ook het oudste theater van Engeland te vinden, het Theatre Royal uit 1766.

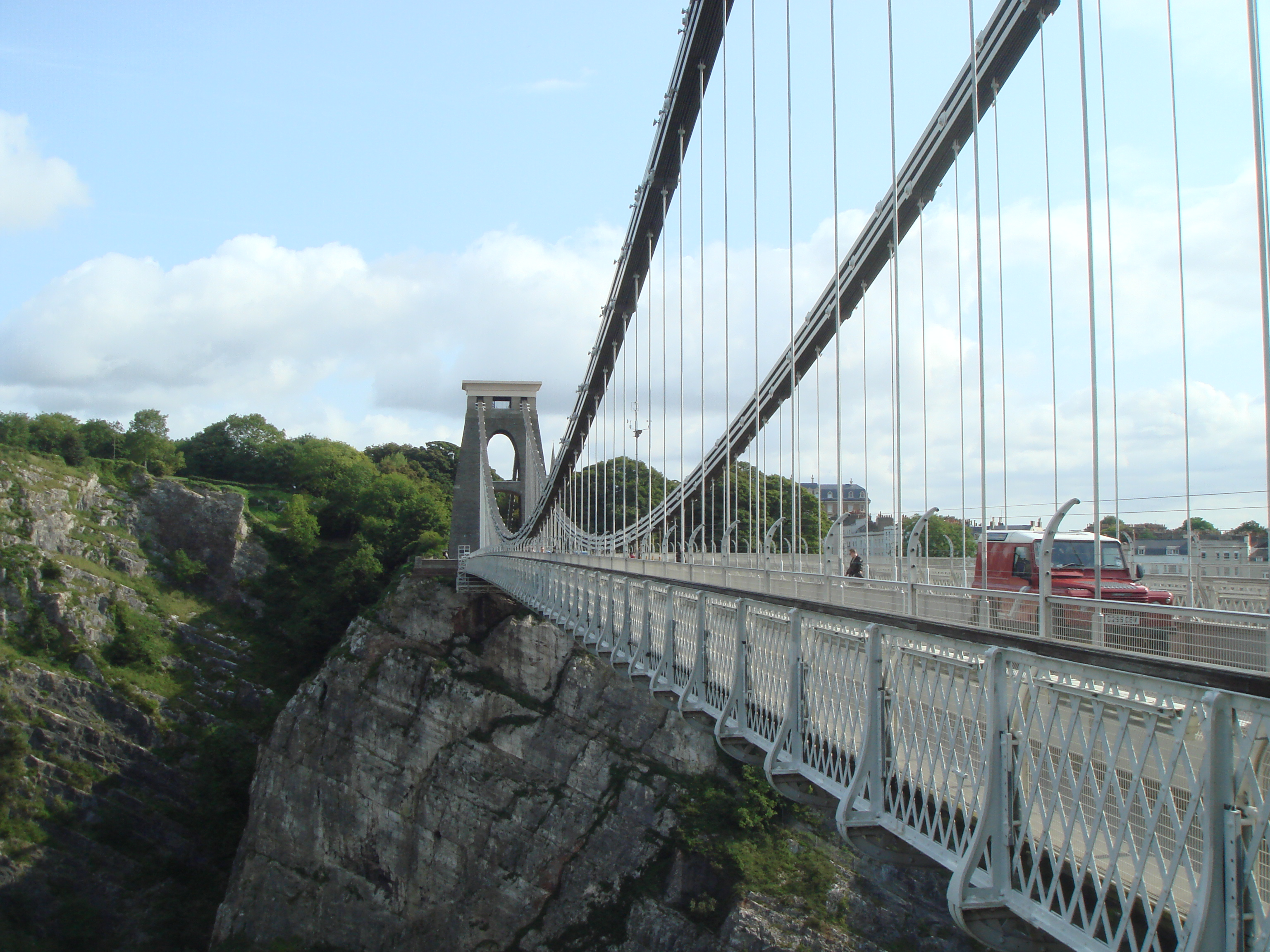
Clifton Suspension Bridge

## Geschiedenis
Bristol ontstond waar de rivier de Avon tussen rotsen versmalt, alvorens uit te monden in het estuarium van de Severn. Door de getijdenwerking was er in de middeleeuwse haven tot twaalf meter verschil tussen eb en vloed, zodat dagelijks de bodem bloot kwam te liggen en schepen op de zachte modder neerzonken, tot het water ze weer optilde. Ondanks deze ongunstige situatie werd de stad in de 15e eeuw de belangrijkste Engelse haven na Londen. 
Doorslaggevend voor het succes was de invoer van bordeauxwijn uit Gascogne. Ook nadat dit gebied in 1453 voor de Engelse kroon verloren ging, bleef de handel doorgaan. Bristol was ook de haven van waaruit diverse ontdekkingsreizen zijn gemaakt, zoals de mislukte poging van Robert Sturmy in 1457-1458 om het Italiaanse monopolie op de handel in het oostelijke Middellandse Zeegebied te doorbreken. Vanuit de haven vertrok John Cabot naar Noord-Amerika, waar hij in 1497 aankwam. 
Aan het begin van de 16e eeuw zeilden de kooplieden van Bristol naar Noord-Amerika en richtten ze een commerciële organisatie op, The Company Adventurers to the New Found Land, om hun inspanningen te coördineren. De interesse nam snel af omdat de opbrengsten de kosten niet dekten. De aandacht verschoof naar de handel met Spanje en zijn Amerikaanse koloniën. Tijdens de Spaans-Engelse Oorlog (1585-1604) smokkelden de handelaren verboden goederen als voedsel en wapens naar het Iberisch Schiereiland.
Vissers uit Bristol visten vanaf de 16e eeuw op de Grand Banks van Newfoundland. Met de komst en groei van de Amerikaanse koloniën nam de handel tussen Engeland en Noord-Amerika toe, Bristol profiteerde hierbij van de gunstige ligging aan de westkust van Engeland. Later, met de verdere uitbreiding van de slavernij, kreeg de haven een belangrijke positie in de Trans-Atlantische driehoekshandel.
Bristol was in de 18e eeuw de bakermat van het Methodisme. De predikanten George Whitefield en John Wesley hielden er opwekkingsbijeenkomsten in de openlucht, en gebruikten de stad als uitvalsbasis voor bekeringstochten naar Cornwall. In 1739 werd er de eerste Methodistische kapel The New Room gebouwd, nu nog steeds de oudste Methodistenkerk ter wereld.
Ingenieur Isambard Kingdom Brunel had een grote invloed op de stad. Hij zorgde met de Great Western Railway voor een goede spoorverbinding met Londen. Deze nam voor een deel de transportfunctie over van de binnenscheepvaart op het Kennet and Avon Canal. Hij liet er ook twee zeer moderne en grote zeeschepen bouwen, de SS Great Western en de SS Great Britain, en de Clifton Suspension Bridge. Door de opkomst van de haven van Liverpool, de oorlog met Frankrijk en de afschaffing van de slavenhandel in 1809 werd de haven minder belangrijk. De oude getijhaven voldeed niet meer en op basis van een plan van William Jessop werd tussen 1804-1809 een nieuwe haven achter sluizen aangelegd, maar dit werd een mislukking.
Tijdens de Tweede Wereldoorlog liep de stad aanzienlijke schade op. De wederopbouw werd deels begeleid door de Nederlandse architect Erik de Jong, die ook betrokken was bij de bouw van de Amsterdamse wijk Bos & Lommer.
In 2012 kreeg Bristol de eerste rechtstreeks gekozen burgemeester: de populistische architect George Ferguson. Deze vormde een college van technocraten, niet verbonden aan politieke partijen. Hij was trots dat hij slechts verantwoording schuldig was aan de bevolking, niet aan de gemeenteraad. Op autocratische wijze hervormde hij het stadsverkeer, waarbij de auto zijn prominente positie verloor aan fietser en voetganger. Ook voerde hij een lokale munt in: de Bristol pound, om de bestedingen van de stedelingen binnen de stad te houden. Met zijn krachtige eenhoofdig bestuur werd hij door de Amerikaanse hoogleraar Benjamin Barber opgevoerd als modelburgemeester in het boek "If mayors ruled the world".
In 2015 droeg Bristol de titel European Green Capital.

## Wijken
Wijken van Bristol (en tevens bestuurlijk gebied) zijn Ashley, Avonmouth, Bedminster, Bishopston, Bishopsworth, Brislington East, Brislington West, Cabot, Clifton, Clifton East, Cotham, Easton, Eastville, Fillwood, Fishponds, Frome Vale, Hartcliffe, Henbury, Hengrove, Henleaze, Hillfields, Horfield, Kingsweston, Kingswood, Knowle, Lawrence Hill, Lockleaze, Redland, Southmead, Southville, St George East, St George West, St Pauls, Stockwood, Stoke Bishop, Westbury on Trym, Whitchurch Park en Windmill Hill.

## Religieuze gebouwen
De Anglicaanse kathedraal van Bristol werd in 1140 gebouwd en behoorde toen bij het Augustijns klooster. In de loop van zeven eeuwen werd er veel aangebouwd. In 1542 kwam hier de zetel van het nieuwe bisdom van Bristol. De St Mary Redcliffe-kerk werd gebouwd in de 12de eeuw en is ook Anglicaans.
De bouw van de Rooms-katholieke Clifton Cathedral werd in 1970 gestart. De kathedraal werd in 1973 ingewijd. In Bristol zijn ook een hindoeïstische tempel, een gurdwara, enkele synagoges en elf moskeeën.

## Evenementen
- Heteluchtballonfiësta
- Botenfiësta
- Jaarlijkse halve marathon (benefiet)

## Stedenbanden
| - Bordeaux (Frankrijk), sinds 1947 - Beira (Mozambique), sinds 1990 - Guangzhou (China), sinds 2001 - Hannover (Duitsland), sinds 1947 | - Porto (Portugal), sinds 1984 - Puerto Morazán (Nicaragua), sinds 1989 - Segovia (Spanje) - Tbilisi (Georgië), sinds 1988 |

## Bekende inwoners van Bristol

### Geboren in Bristol

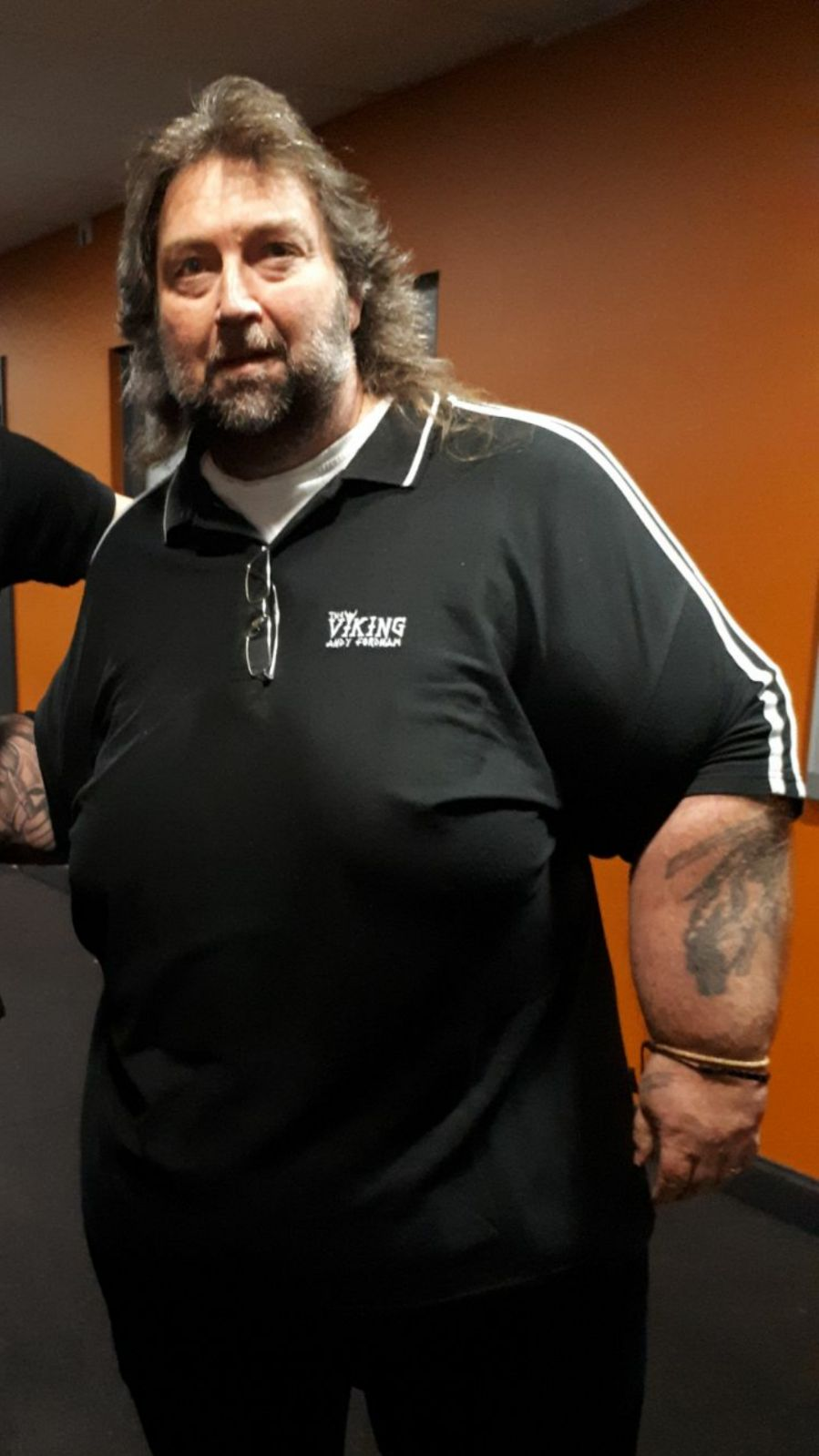
Andy Fordham
Geboren in 1962

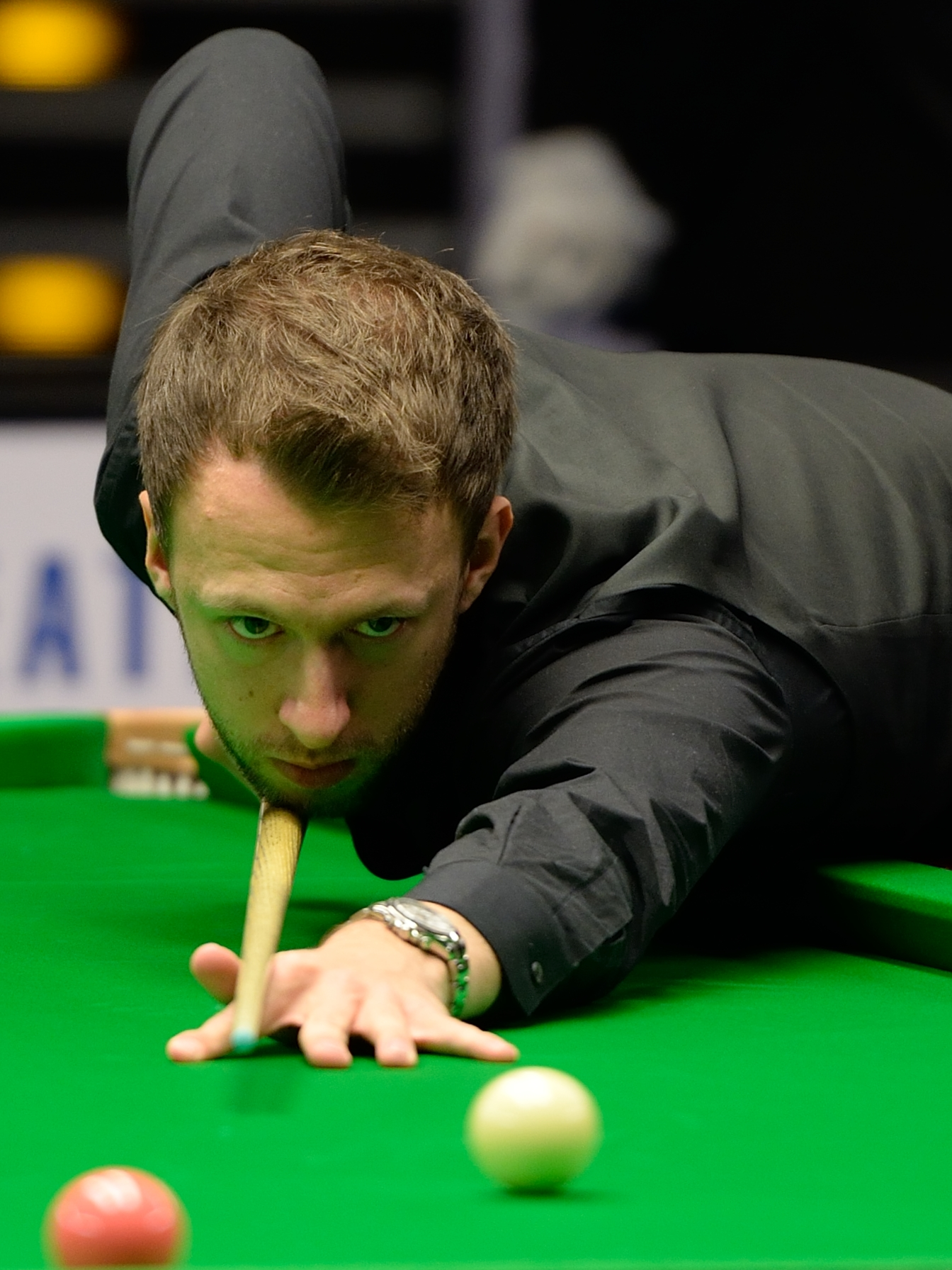
Judd Trump
Geboren in 1989

- Edward Teach (1680-1718), piraat (Blackbeard)
- Nicholas Pocock (1740-1821), kunstschilder
- Thomas Lawrence (1769-1830), kunstschilder
- Samuel Plimsoll (1824-1898), politicus en activist om de veiligheid in de scheepvaart te verbeteren met Plimsollmerk
- Amelia Dyer (1837-1896), kindermoordenares
- Katharine Furse (1875-1952), verpleegkundige en militair bestuurder
- Archibald Hill (1886-1977), fysioloog en Nobelprijswinnaar (1922)
- Graham Walker (1896-1962), motorcoureur en journalist
- Paul Dirac (1902-1984), theoretisch natuurkundige en Nobelprijswinnaar (1933)
- Cary Grant (1904-1986), Amerikaans-Brits acteur
- Christopher Fry (1907-2005), toneelschrijver
- George More O'Ferrall (1907-1982), regisseur, producent en scenarist
- J. Lee Thompson (1914-2002), filmregisseur
- Russ Conway (1925-2000), pianist
- Peter Higgs (1929-2024), wetenschapper en Nobelprijswinnaar (2013)
- Mike Hodges (1932-2022), scenarioschrijver en regisseur
- Hazel Henderson (1933-2022), auteur, futuroloog en economisch iconoclast
- David Prowse (1935-2020), gewichtheffer, bodybuilder en acteur
- Roger Greenaway (1938), zanger, songwriter en muziekproducer
- Bob Baker (1939-2021), scenarioschrijver
- Roger Cook (1940), zanger en songwriter
- Dave Colman (1944), radio-dj, werkzaam in Duitsland
- Norman Eshley (1945-2025), acteur
- Robert Wyatt (1945), drummer en zanger
- Susan Brown (1946), actrice
- Veronica Cartwright (1949), actrice en kindster
- Nick Rose (1951), atleet
- Nigel Williams (1953), Vlaams-Brits cabaretier
- Kevin McNally (1956), acteur
- Robin Cousins (1957), kunstschaatser
- Nik Kershaw (1958), popmuzikant
- Sean French (1959), thrillerschrijver
- Gary Mabbutt (1961), voetballer
- Andy Fordham (1962-2021), dartsspeler
- Chris Ramsey (1962), voetballer
- James May (1963), presentator van Top Gear
- Paul Dobson (1963), Brits-Canadees stemacteur
- Damien Hirst (1965), kunstenaar
- J.K. Rowling (1965), schrijfster (Harry Potter-fantasyreeks)
- Tom Hollander (1967), acteur
- Chris Mason (1969), darter
- Marcus Stewart (1972), voetballer
- Russell Howard (1980), komiek
- Jenny Jones (1980), snowboardster
- Joe Sims (1980), acteur
- Sonya Cassidy (1987), actrice
- Tuppence Middleton (1987), actrice
- Judd Trump (1989), wereldkampioen snooker
- Jacob Anderson (1990), acteur en zanger
- Jack Butland (1993), voetballer (doelman)
- Lando Norris (1999), autocoureur
- Katie Swan (1999), tennisspeelster